# ألبرت فوجت
ألبرت فوجت (و. 1874 – 1942 م) هو مؤرخ المسيحية، وأستاذ جامعي، وكاهن كاثوليكي، ومختص في الدراسات البيزنطية ‏ سويسري، ولد في جنيف، توفي في جنيف، عن عمر يناهز 68 عاماً.

## التعليم
تعلم في السوربون
.